# Tupi Football Club
Il Tupi Football Club, noto anche semplicemente come Tupi, è una società calcistica brasiliana con sede nella città di Juiz de Fora, nello stato del Minas Gerais.

## Storia
Il 16 maggio 1912, Antônio Maria Júnior e altre quattro persone fondarono il Tupi Football Club.
Nel 2001, il Tupi ha vinto il suo primo titolo, che è stato il Campeonato Mineiro Módulo II, terminando davanti al Nacional di Uberaba nella fase finale, che è stata disputata da sei club. Nel 2008, il Tupi ha vinto la Taça Minas Gerais. In finale, ha sconfitto l'América-MG con il risultato aggregato di 4-3.
Ha vinto il Campeonato Brasileiro Série D nel 2011, dopo aver sconfitto il Santa Cruz in finale.
Nel 2015 il club ha terminato al terzo posto nel Campeonato Brasileiro Série C, e ha ottenuto la promozione nel Campeonato Brasileiro Série B per la stagione 2016.

## Palmarès

### Competizioni nazionali
- Campeonato Brasileiro Série D: 1

2011

### Competizioni statali
- Campeonato Mineiro Módulo II: 1

2001
- Taça Minas Gerais: 1

2008

### Altri piazzamenti
- Campeonato Brasileiro Série C:

Terzo posto: 2015
- Campeonato Brasileiro Série D:

Terzo posto: 2013
- Campionato Mineiro:

Secondo posto: 1933
Semifinalista: 2012